# Внутреннее ухо
Внутреннее ухо — один из трёх отделов органа слуха и равновесия. Является наиболее сложным отделом органа слуха, из-за своей замысловатой формы называется лабиринтом.

## Строение внутреннего уха
Внутреннее ухо (лабиринт) находится в толще пирамиды (каменистой части) височной кости и состоит из системы костных полостей (костного лабиринта (labyrinthus osseus)) и включённого в них перепончатого образования (перепончатого лабиринта (labyrinthus membranaceus)). Различают три отдела костного лабиринта:
- средний — преддверие[англ.] (vestibulum);
- передний — улитка (cochlea) ;
- задний — полукружные каналы (canales semicirculares)[1].

У человека улитка находится впереди, а полукружные каналы сзади, между ними расположена полость неправильной формы — преддверие. Перепончатый лабиринт, который находится внутри костного и по форме в точности его повторяет, имеет точно такие же три части, но меньших размеров. Между стенками обоих лабиринтов находится небольшая щель, заполненная прозрачной жидкостью — перилимфой. Перепончатый лабиринт заполнен эндолимфой. Перилимфа близка по составу к спинномозговой жидкости и плазме крови. Эндолимфа — к внутриклеточной жидкости.

### Улитка
Улитка является органом слуха. Она представляет собой костный спиральный канал, имеющий у человека примерно два с половиной оборота вокруг костного стержня, от которого внутрь канала отходит костная спиральная пластинка. Улитка на разрезе имеет вид уплощённого конуса с шириной основания около 9 мм и высотой около 5 мм, длина спирального костного канала — около 32 мм. Костная спиральная пластинка и продолжающая её основная (базилярная) мембрана делят канал улитки на два спиральных коридора — верхний и нижний. Верхний коридор также называется лестницей преддверия, а нижний — барабанной лестницей. Лестницы изолированы друг от друга на всём протяжении и только в области верхушки сообщаются между собой через отверстие (helicotrema). Лестница преддверия сообщается с преддверием, барабанная лестница граничит с барабанной полостью посредством окна улитки.
Звуковые колебания из наружного слухового прохода через среднее ухо (барабанную полость) переходят на окно улитки и в виде вибрации передаются жидкости, заполняющей барабанную лестницу, проходят всю улитку до вершины, а затем и лестницу преддверия. От места прикрепления базилярной мембраны отходит ещё одна преддверная (вестибулярная, рейнсерова) мембрана, которая отделяет от верхней лестницы (лестницы преддверия) самостоятельный канал, который называют улитковым протоком. Он также имеет спиральную форму и слепо заканчивается в куполе улитки, наполнен эндолимфой. Лестницы содержат перилимфу.
На основной мембране улитки, в полости улиткового протока, расположен Кортиев орган — скопление разнообразных опорных клеток и особых сенсорно-эпителиальных волосковых клеток, которые через колебания перилимфы и эндолимфы воспринимают слуховые раздражения в диапазоне 16-20000 колебаний в секунду, преобразуют их и передают на нервные окончания VIII пары черепных нервов — преддверно-улиткового нерва; дальше нервный импульс поступает в корковый слуховой центр головного мозга.

### Преддверие и полукружные каналы
Преддверие и полукружные каналы — органы чувства равновесия и положения тела в пространстве. Полукружные каналы расположены в трёх взаимно перпендикулярных плоскостях и заполнены полупрозрачной студенистой жидкостью; внутри каналов находятся чувствительные волоски, погружённые в жидкость, и при малейшем перемещении тела или головы в пространстве жидкость в этих каналах смещается, надавливая на волоски и порождая импульсы в окончаниях вестибулярного нерва — в мозг мгновенно поступает информация об изменении положения тела. Работа вестибулярного аппарата позволяет человеку точно ориентироваться в пространстве при самых сложных движениях — например, прыгнув в воду с трамплина и при этом несколько раз перевернувшись в воздухе, в воде ныряльщик мгновенно узнаёт, где находится верх, а где — низ.

## Развитие
Зачатки внутреннего уха формируются очень рано — на 4-й неделе внутриутробного развития. Первоначально оно представлено в виде ограниченного утолщения эктодермы в области ромбовидного мозга. К 9-й неделе развития плода внутреннее ухо уже сформировано, однако рост лабиринта в основном заканчивается к концу первого года жизни. Филогенетически более древним является вестибулярный отдел внутреннего уха.

## Изображения

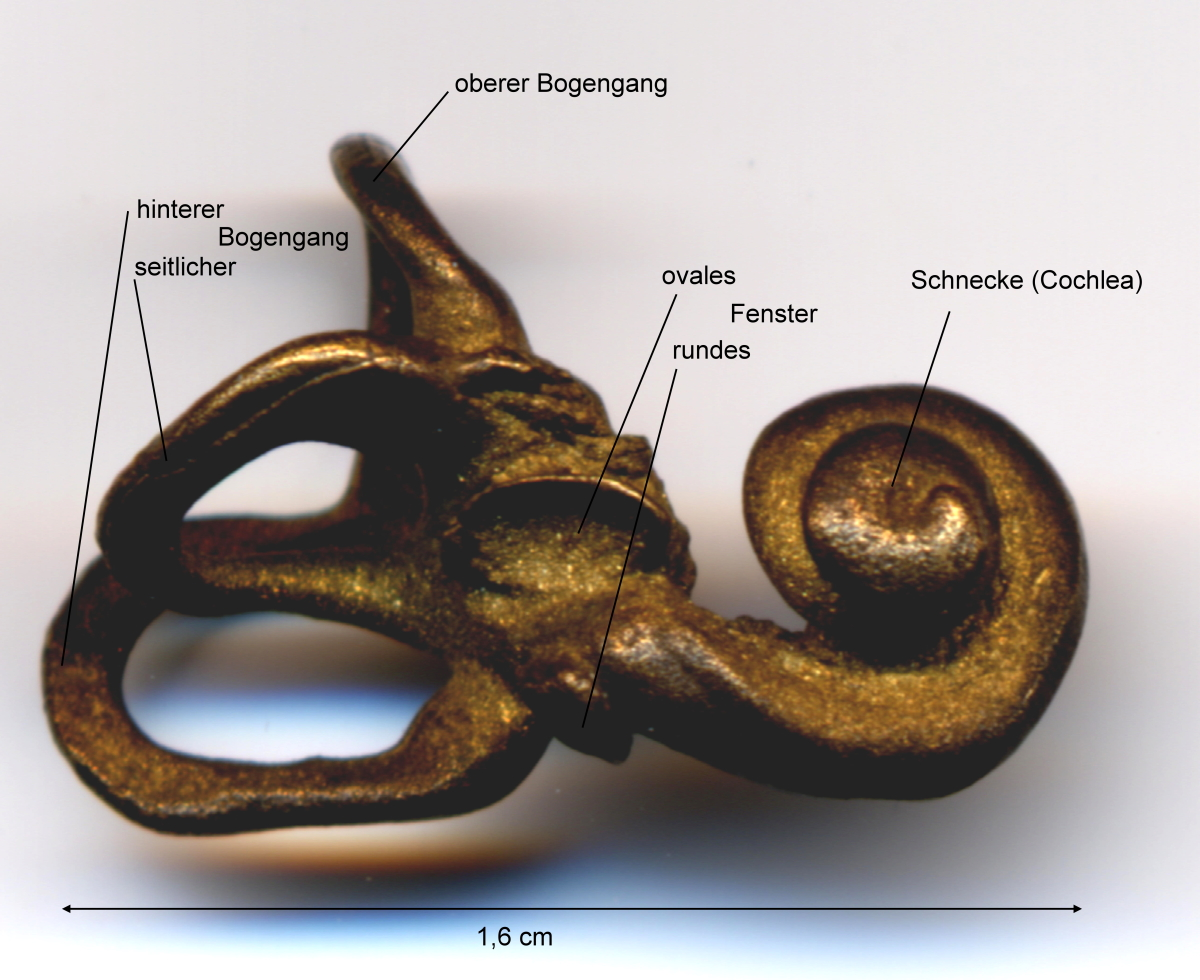
Лабиринт
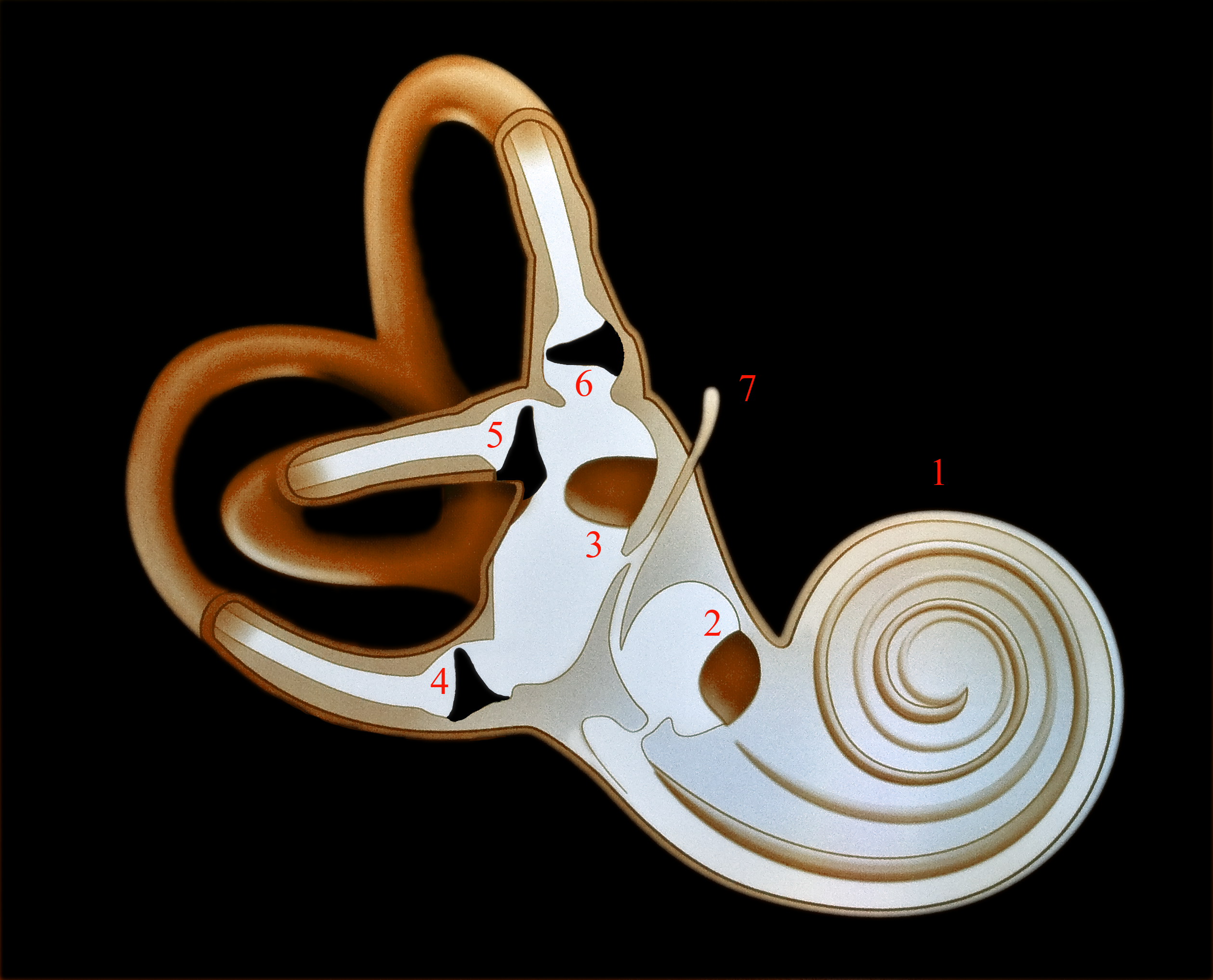
Внутреннее ухо
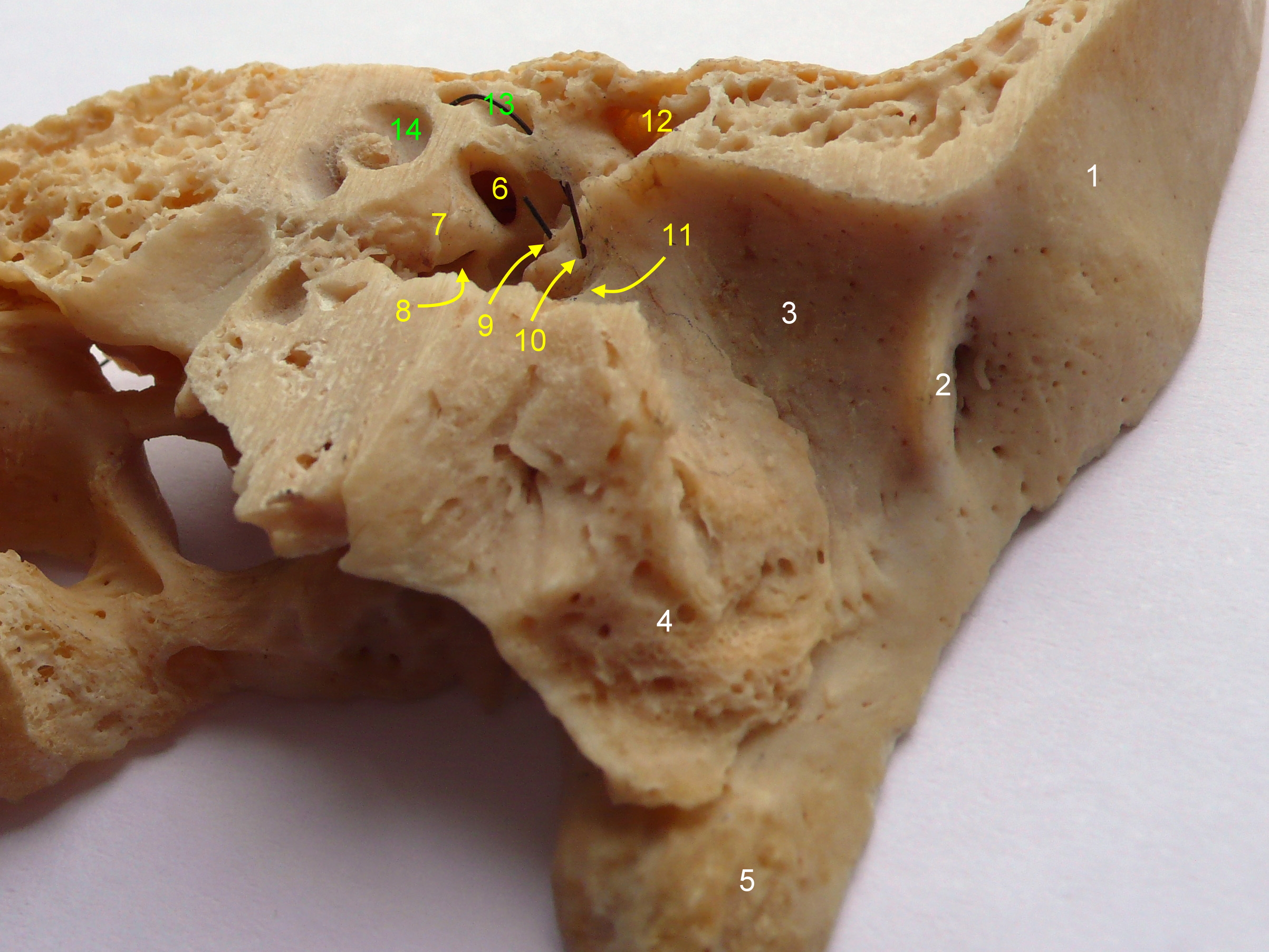
Височная кость
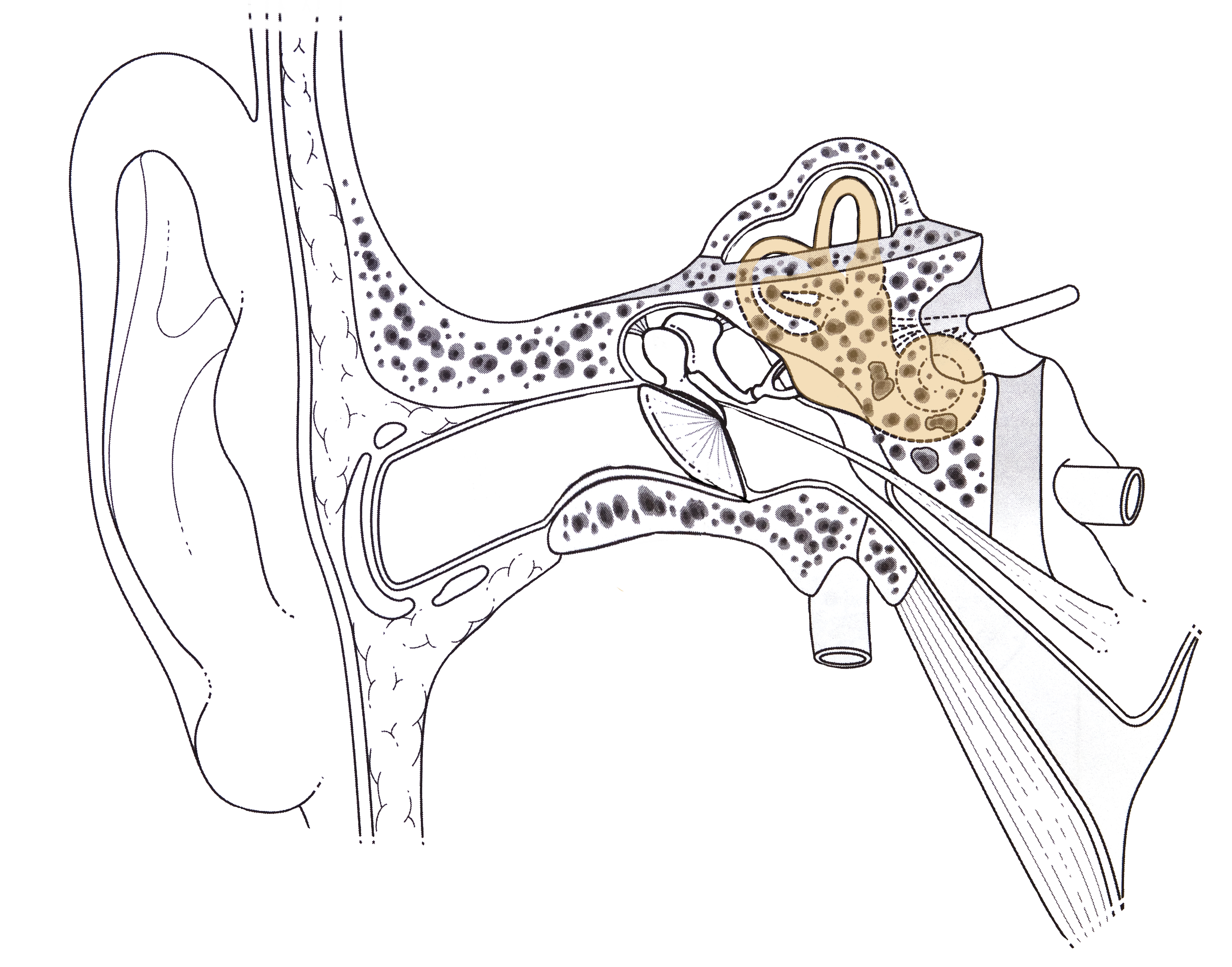
Внутреннее ухо